# Light novel di High School DxD
Questa è la lista delle light novel di High School DxD, scritte da Ichiei Ishibumi ed illustrate da Miyama-Zero. La serie ha iniziato la sua pubblicazione sulla rivista Gekkan Dragon Magazine sotto l'etichetta Fujimi Fantasia Bunko e segue Issei Hyodo, un lascivo studente delle superiori, che frequenta la Kuoh Academy e che viene ucciso durante il suo primo appuntamento. In seguito ritorna in vita come demone grazie a Rias Gremory, una bella ragazza demone dai capelli color cremisi che è l'erede della Famiglia Gremory e Presidente del Club di Ricerca dell'Occulto, e deve farsi strada verso l'alto, in modo che egli possa un giorno realizzare il suo sogno di costruire un harem.
Il primo volume di High School DxD è stato pubblicato da Fujimi Shobō il 20 settembre 2008 sotto l'etichetta Fujimi Fantasia Bunko. I romanzi sono stati divisi a posteriori dall'autore in cinque archi narrativi. I singoli capitoli dei romanzi sono chiamati "Lives".

## Lista volumi

### High School DxD(2008-2018)
I volumi 8, 13 e 15 sono raccolte di storie brevi
| Nº | Titolo italiano (traduzione letterale) Giapponese 「Kanji」 - Rōmaji                                               | Data di prima pubblicazione                                                                                                | Data di prima pubblicazione |
| Nº | Titolo italiano (traduzione letterale) Giapponese 「Kanji」 - Rōmaji                                               | Giapponese |                             |
| Il risveglio dell'Imperatore Drago Rosso (赤龍帝覚醒?, Sekiryūtei kakusei) (2 volumi) | | |                             |
| 1 | Diavoli dell'edificio della vecchia scuola 「旧校舎のディアボロス」 - Kyūkōsha no Diaborosu                        | 20 settembre 2008 ISBN 978-4-04-071086-0                                                                                   |                             |
| 2 | Fenica della scuola di lotta 「戦闘校舎のフェニックス」 - Sentō kōsha no Fenikkusu                                 | 20 dicembre 2008 ISBN 978-4-8291-3358-3                                                                                    |                             |
| Nascita dell'Imperatore Drago dei seni (乳龍帝誕生?, Chichiryūtei tanjō) (4 volumi) | | |                             |
| 3 | Excalibur del cortile della scuola illuminato dalla Luna 「月光校庭のエクスカリバー」 - Gekkō kōtei no Ekusukaribā | 18 aprile 2009 ISBN 978-4-8291-3391-0                                                                                      |                             |
| 4 | Il vampiro della classe sospesa 「停止教室のヴァンパイア」 - Kyōshitsu no Vanpaia                                  | 19 settembre 2009 ISBN 978-4-8291-3427-6                                                                                   |                             |
| 5 | Hellcat del campo di addestramento della malavita 「冥界合宿のヘルキャット」 - Mekai gasshuku no Herukyatto        | 19 dicembre 2009 ISBN 978-4-04-071087-7                                                                                    |                             |
| 6 | Il santo dietro la palestra 「体育館裏のホーリー」 - Taiikukan ura no Hōrī                                         | 20 marzo 2010 ISBN 978-4-04-071088-4                                                                                       |                             |
| L'eroico drago delle oppai (英雄おっぱいドラゴン?, Hīrō oppai Doragon) (6 volumi) | | |                             |
| 7 | Ragnarok dopo la scuola 「放課後のラグナロク」 - Hōkago no Ragunaroku                                              | 17 luglio 2010 ISBN 978-4-04-071089-1                                                                                      |                             |
| 8 | Il lavoro di un demone 「アクマのおしごと」 - Akuma no oshigoto                                                    | 18 dicembre 2010 ISBN 978-4-8291-3593-8                                                                                    |                             |
| 9 | Pandemonio in gita scolastica 「修学旅行はパンデモニウム」 - Shūgakuryokō wa Pandemoniumu                          | 20 aprile 2011 ISBN 978-4-04-071069-3                                                                                      |                             |
| 10 | Il festival Lion Heart della scuola 「学園祭のライオンハート」 - Gakuen matsuri no Raion Hāto                      | 17 settembre 2011 ISBN 978-4-04-071070-9                                                                                   |                             |
| 11 | Ouroboros e test di promozione 「進級試験とウロボロス」 - Shunkyō Shiken to Uroborosu                              | 20 gennaio 2012 ISBN 978-4-04-071071-6                                                                                     |                             |
| 12 | Eroi del tutoraggio 「補習授業のヒーローズ」 - Hoshūjukyō no Hīrōzu                                                | 20 aprile 2012 ISBN 978-4-04-071072-3                                                                                      |                             |
| La leggenda del drago Oppai e delle sue vivace compagne (おっぱいドラゴンと愉快な仲間たちの伝説?, Oppai Doragon to yukaina nakamatachi no densetsu) (12 volumi) | | |                             |
| 13 | Issei SOS 「イッセーＳＯＳ」 - Issē Esu Ō Esu                                                                      | 5 settembre 2012 (con OAD) 20 settembre 2012 (regolare) ISBN 978-4-8291-9767-7 (con OAD) ISBN 978-4-04-071014-3 (regolare) |                             |
| 14 | Maghi della consulenza professionale 「進路指導のウィザード」 - Shinro-shidō no Wizādo                             | 19 gennaio 2013 ISBN 978-4-8291-3845-8                                                                                     |                             |
| 15 | Il cavaliere oscuro del Sole 「陽だまりのダークナイト」 - Hidamari no Dāku Naito                                   | 31 maggio 2013 (con OAD) 20 giugno 2013 (regolare) ISBN 978-4-8291-9768-4 (con OAD) ISBN 978-4-04-071004-4 (regolare)      |                             |
| 16 | Daywalker of the Extracurricular Lesson 「課外授業のデイウォーカー」 - Kagai jugyō no Deiwōkā                      | 19 ottobre 2013 ISBN 978-4-04-712912-2                                                                                     |                             |
| 17 | Valkyrie della formazione per insegnanti 「教員研修のヴァルキリー」 - Kyōin kenshū no Warukyūre                    | 20 febbraio 2014 ISBN 978-4-04-070031-1                                                                                    |                             |
| 18 | Angelo divertente del giorno di Natale 「聖誕祭のファニーエンジェル」 - Seitansai no Fanīenjeru                    | 20 giugno 2014 ISBN 978-4-04-070127-1                                                                                      |                             |
| 19 | Durandal delle elezioni generali 「総選挙のデュランダル」 - Sōsenkyo no Deyurandaru                                | 20 novembre 2014 ISBN 978-4-04-070146-2                                                                                    |                             |
| 20 | Belial della consulenza professionale 「進路相談のベリアル」 - Shinro Sōdan no Beriaru                             | 18 luglio 2015 ISBN 978-4-04-070665-8                                                                                      |                             |
| 21 | Lucifer della frequenza facoltativa 「自由登校のルシファー」 - Jiyū Tōkō no Rushifā                                | 19 marzo 2016 ISBN 978-4-04-070666-5                                                                                       |                             |
| Imperatore Drago Rosso della verità fiammeggiante × Imperatore Drago Bianco della stella del mattino: I veri draghi dell'accademia Kuoh (猛烈な真実の赤い龍天皇×朝の星の白龍帝：Kuohアカデミーの真の龍?, Mōretsuna shinjitsu no akai ryū ten'nō × asa no hoshi no haku ryū tei: Kuoh akademī no shin no ryū) (4 volumi) | | |                             |
| 22 | Gremory della cerimonia di laurea 「卒業式のグレモリー」 - Sotsugyōshiki no Guremorī                               | 20 luglio 2016 ISBN 978-4-04-070965-9                                                                                      |                             |
| 23 | Joker dei giochi con la palla 「球技大会のジョーカー」 - Kyūgi taikai no Jōkā                                      | 18 marzo 2017 ISBN 978-4-04-070963-5                                                                                       |                             |
| 24 | Grim Reaper dell'apprendimento fuori dal campus 「校外学習のグリムリッパー」 - Kōgai gakushū no Gurimu Rippā       | 17 novembre 2017 ISBN 978-4-04-072378-5                                                                                    |                             |
| 25 | Yggdrasil dei corsi estivi 「夏期講習のユグドラシル」 - Kaki kōshū no Yugudorashiru                                | 20 marzo 2018 ISBN 978-4-04-072379-2                                                                                       |                             |

### Shin High School DxD(2018-in corso)
| Nº | Titolo italiano (traduzione letterale) Giapponese 「Kanji」 - Rōmaji                                           | Data di prima pubblicazione             | Data di prima pubblicazione |
| Nº | Titolo italiano (traduzione letterale) Giapponese 「Kanji」 - Rōmaji                                           | Giapponese                              |                             |
| 1  | Welsh Dragon del nuovo periodo scolastico 「新学期のウェルシュ・ドラゴン」 - Shin gakki no Uēruzu Doragon      | 20 luglio 2018 ISBN 978-4-04-072825-4   |                             |
| 2  | Ruin Princess della prova di competenza 「実力試験のルイン・プリンセス」 - Jitsuryoku shiken no Ruin Purinsesu | 20 dicembre 2018 ISBN 978-4-04-072826-1 |                             |
| 3  | Sun Shower della gita scolastica 「修学旅行のサンシャワー」 - Shūgakuryokō no San Shawā                        | 20 agosto 2019 ISBN 978-4-04-072827-8   |                             |
| 4  | Il regno della battaglia decisiva studia all'estero 「決戦留学のキングダム」 - Kessen Ryūgaku no Kingudamu     | 20 febbraio 2020 ISBN 978-4-04-073547-4 |                             |

### High School DxD DX(2015-in corso)
| Nº | Titolo italiano (traduzione letterale) Giapponese 「Kanji」 - Rōmaji                             | Data di prima pubblicazione | Data di prima pubblicazione |
| Nº | Titolo italiano (traduzione letterale) Giapponese 「Kanji」 - Rōmaji                             | Giapponese |                             |
| 1  | Canzone d'amore all'angelo reincarnato 「転生天使にラブソングを」 - Tensei tenshi ni Rabusongu o | 10 marzo 2015 (ed. limitata con Blu-ray) 20 marzo 2015 (ed. regolare) ISBN 978-4-04-070332-9 (ed. regolare) ISBN 978-4-04-070312-1 (ed. limitata)      |                             |
| 2  | Adorare ☆ la ragazza dio-drago 「マツレ☆龍神少女！」 - Matsure ☆ re☆ryuujin shōjo!               | 9 dicembre 2015 (ed. limitata con Blu-ray) 19 dicembre 2015 (ed. regolare) ISBN 978-4-04-070379-4 (ed. regolare) ISBN 978-4-04-070402-9 (ed. limitata) |                             |
| 3  | Cross x Crisis 「クロス×クライシス」 - Kurosu×Kuraishisu                                         | 19 novembre 2016 ISBN 978-4-04-070964-2 |                             |
| 4  | Consiglio studentesco e Leviathan 「生徒会とレヴィアタン」 - Seitokai to Reviatan                | 20 luglio 2017 ISBN 978-4-04-072377-8 |                             |
| 5  | Superhero Trial 「スーパーヒーロートライアル」 - Supahiro Toraiaru                               | 20 marzo 2019 ISBN 978-4-04-073163-6 |                             |
| 6  | È l'ordine di un demone? 「ご注文はアクマですか？」 - Go chūmon wa akumadesu ka?                 | 19 marzo 2021 ISBN 978-4-04-074026-3 |                             |
| 7  | L'antenato è un Trickster!? 「ご先祖さまはトリックスター!?」 - Gosenzo-sama wa Torikkusutā!?     | 19 marzo 2022 ISBN 978-4-04-074481-0 |                             |